# Enzymkatalyse
Enzymkatalyse er katalysen af kemiske reaktioner af specialiserede proteiner kaldet enzymer. Katalyse af biokemiske reaktioner i cellen er vital grundet den lave reaktionshastighed for ikke-katalyserede reaktioner.
Mekanismen for enzymkatalyse minder principielt om andre typer af kemisk katalyse. Ved at stille en alternativ reaktionsrute til rådighed og stabilisere intermediater reducerer enzymet den energi, der behøves for at nå til reaktionens højeste transition state, aktiveringsenergien. Reduktionen af aktiveringsenergien (ΔG) forøger antallet af substrater med nok energi til at nå transition statets energi og danne produktet.

## Induceret tilpasning
Den mest anerkendte model for enzym-substrat-interaktion er modellen for induceret tilpasning. Denne model foreslår, at den første interaktion mellem enzym og substrat er relativt svag, men at disse svage interaktioner hurtigt inducerer konformationsændringer i enzymet, der styrker bindingen.

### Katalyse ved induceret tilpasning
Fordelene ved induceret tilpasningsmekanismen opstår grundet den stabiliserende effekt ved stærk enzymbinding. Der er to forskellige mekanismer for substratbinding: uniform binding som har stærk substratbinding; og differentialbinding som har stærk transition state-binding. Den stabiliserende effekt ved uniform binding forøger både substrat- og transition state-bindingsaffinitet, mens differentialbinding kun forøger transition state-bindingsaffiniteten. Begge bruges af enzymer og er blevet valgt evolutionært til at minimere en reaktions ΔG. Enzymer, der er mættede, dvs. har en højaffinitetssubstratbinding, behøver differentialbinding til at reducere ΔG, hvorimod enzymer med små ubundne substrater kan bruge enten differentialbinding eller uniform binding.
Disse effekter har ført til at de fleste proteiner bruger differentialbindingsmekanismen til at reducere ΔG.
Det er dog vigtigt at klargøre, at induceret tilpasningskonceptet ikke kan bruges til at rationalisere katalyse. Kemisk katalyse er defineret som reduceringen af ΔG‡ (når systemet allerede er i ES‡) relativt til ΔG‡ i den ikke-katalyserede reaktion i vand (uden enzymet). Induceret tilpasning foreslår blot, at barrieren er lavere i den tætte form af enzymet, men fortæller ikke, hvad grunden til barrierereducering er.

## Eksempler på katalytiske mekanismer
I praksis involverer de fleste enzymmekanismer en kombination af flere forskellige typer katalyse.

### Triosefosfatisomerase
Triosefosfatisomerase (EC 5.3.1.1) katalyserer den reversible omdannelse af de to triosefosfatisomerer dihydroxyacetonefosfat (DHAP) og D-glyceraldehyd-3-fosfat.

### Trypsin
Trypsin (EC 3.4.21.4) er en serinprotease, der kløver proteinsubstrater ved lysin- og argininaminosyrerester.

### Aldolase
Aldolase (EC 4.1.2.13) katalyserer nedbrydelsen af fruktose-1,6-bisfosfat (F-1,6-BP) til glyceraldehyd-3-fosfat og DHAP.

## Yderligere læsning
- Alan Fersht, Structure and Mechanism in Protein Science : A Guide to Enzyme Catalysis and Protein Folding. W. H. Freeman, 1998. ISBN 0-7167-3268-8
- Dedicated issue of Philosophical Transactions B on Quantum catalysis in enzymes freely available. (Webside ikke længere tilgængelig)